# Albert Bonnel de Mézières

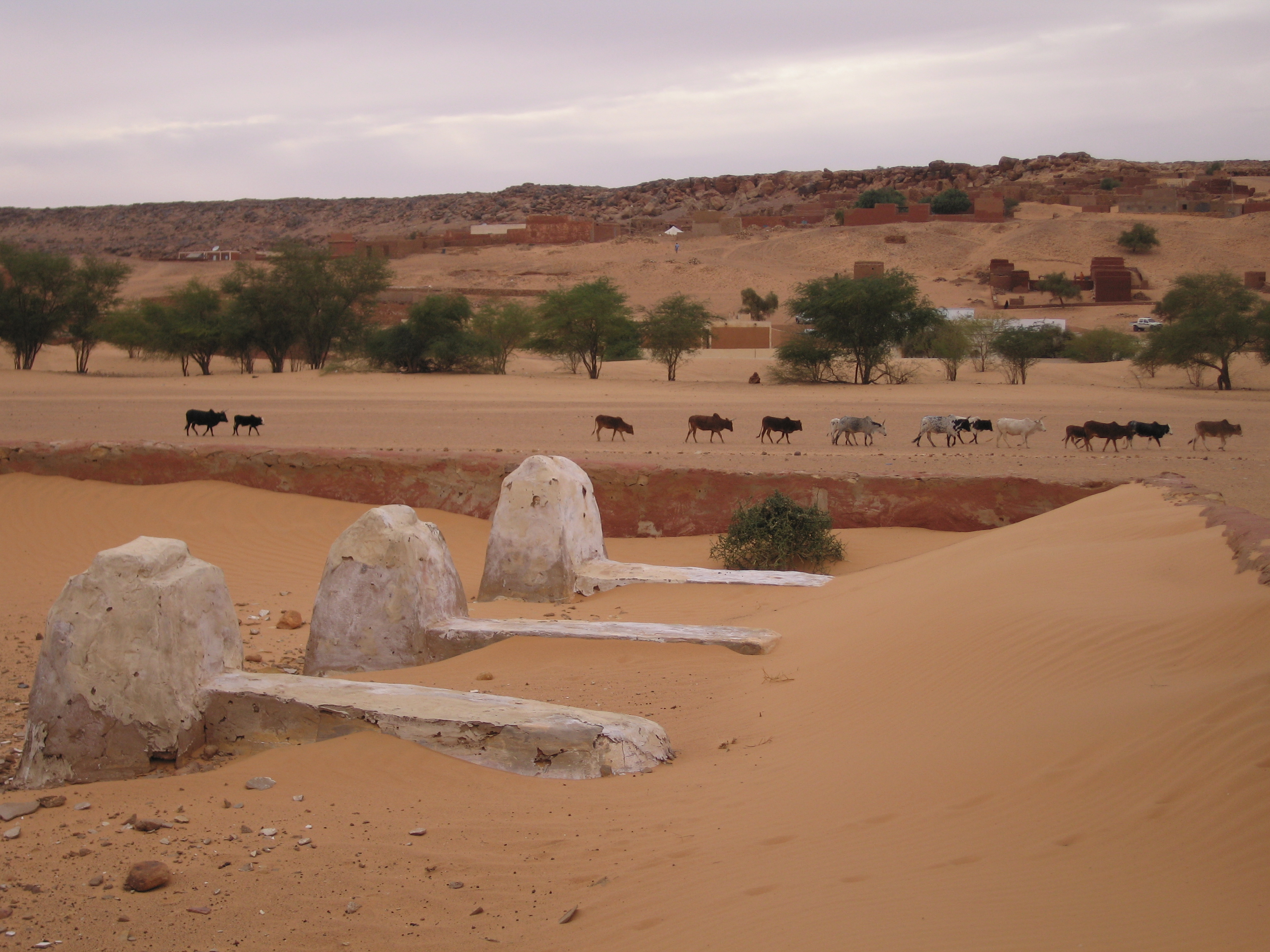
Cimetière colonial français de Oualata

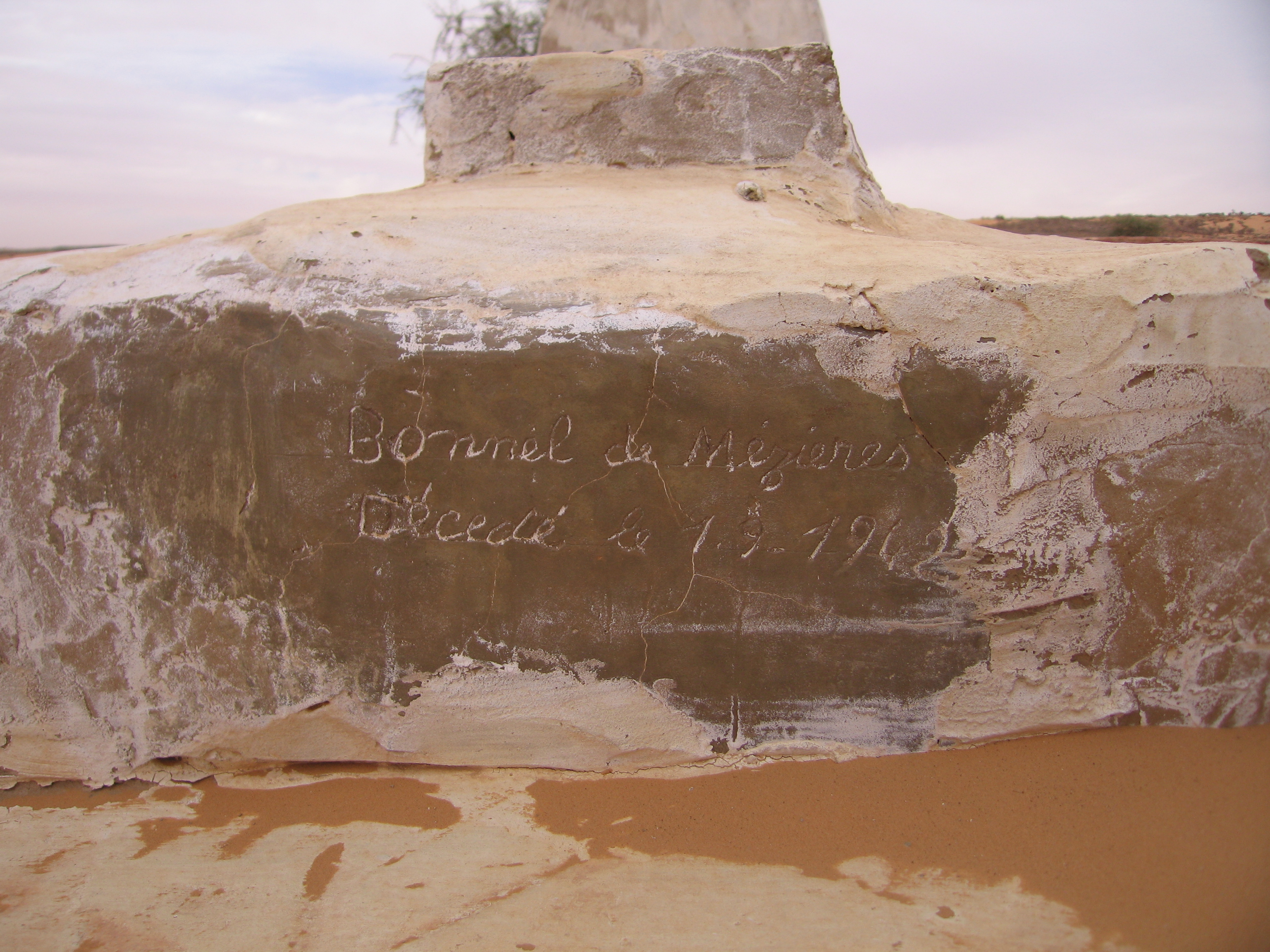
Tombe d'Albert Bonnel de Mézières

Albert Louis Marie Joseph Bonnel de Mézières (Cambrai, 9 février 1870 - Oualata, 1er septembre 1942) est un explorateur, commerçant et administrateur français.

## Biographie
Il s'engage comme volontaire dans le 5e Hussard et, en 1892, est adjoint à la mission Maistre. Il remonte ainsi le Congo et l'Oubangui (mars 1892), traverse l'Adamaoua et atteint le Golfe de Guinée par la Bénoué et le Niger (mai 1893).
En octobre 1893, il rejoint la mission Bernard d'Attanoux dans le Tassili n'Ajjer et en 1895-1896, est attaché au Muséum. Il crée alors un Syndicat commercial du bassin du Tchad avec Ferdinand de Béhagle et part avec celui-ci étudier les routes commerciales possibles entre le Congo et la Méditerranée par le Tchad (1897).
Septembre 1897, arrivé à Loango, il se sépare de de Béhagle, dont il est le second. Ce dernier part en direction du Tchad. La Société française lui donne alors la direction de la mission scientifique et commerciale qui était prévue. Les membres de la mission sont Charles Pierre, Colrat de Montrozier, Bourgeault et Martel. Ils se dirigent vers le Haut-Oubangui.
18 septembre 1898, Bonnel de Mézières et Charles Pierre débarquent d'un vapeur de la Maison Hollandaise, le Holland, à Bangui, accueillis par le docteur Joseph Briand, qui a précédemment reçu les autres membres de la mission. Il explore le Haut-Oubangui et le M'Bomou. Il a ses propres zeriba, résidences, et un magasin d'ivoire à proximité de celles des sultans du M'Bomou, Bangassou, Rafaï et Semio. Il s'avance jusqu'à Tambourah, dans le bassin du Nil, dont il rencontre le sultan. Il a bien étudié les ressources du pays, acquis des concessions et organisé le commerce de l'ivoire.
1899, Bonnel de Mézières fonde la Société des Sultanats du Haut-Oubangui, qui possède des concessions très étendues. Colrat de Montrosier en est le directeur er Charles Pierre le sous-directeur. Il s'implante également à Bangui. (1899) il rejoint la mission Foureau où il rencontre Toussaint Mercuri qui lui apprend l'exécution de de Béhagle ordonnée par Rabah.
La mission Bonnel de Mézières est remarquable par les relevés précis d'itinéraires qui y ont été effectués ainsi que par ses nombreux renseignements géographiques, économiques et ethnologiques, en particulier sur les sultanats du M'Bomou, inclus alors administrativement dans le Haut-Oubangui.
Entré dans l’administration coloniale, en 1902, Bonnel de Mézières dirige la délégation française de délimitation du territoire de la Guinée espagnole.
Il est aussi connu pour avoir retrouvé au Soudan les restes de Alexander Gordon Laing assassiné en 1823 et pour avoir découvert en 1913 les ruines de Tendirma et de Tirekka.

## Travaux
- Bonnel de Mézières, La mission Bonnel de Mézières, in Société de géographie de l’Est Berger-Levraut. Nancy, 1899, 3e trimestre, p. 291
- Bonnel de Mézières, « Résultats de la mission Bonnel de Mézières », La Géographie,,‎ no 10, paris, masson, 15 oct. 1900, p. 307-308
- Rapport de M. Bonnel de Mézières, chargé de mission, sur le Haut-Oubangui, le M'Bomou et le Bahr-el-Ghazal, 1901
- Le Major Gordon Laing, 1911